# Amandine Buchard
Amandine Buchard (Noisy-le-Sec, 12 luglio 1995) è una judoka francese.

## Biografia
È nata a Noisy-le-Sec, nel dipartimento della Senna-Saint-Denis nella regione dell'Île-de-France. Sua madre è originaria della città di Sainte-Marie in Martinica.
Ha iniziato a praticare il judo nel settembre 2001 presso il Judo Club Noiséen. È entrata a far parte dell'INSEP nel settembre 2012. Nel giugno 2021 ha fatto coming out come lesbica nel documentario intitolato Faut qu’on parle diffuso su MyCanal.
Ha divorziato da Nieke Nordmeyer (judoka tedesca) il 27 luglio 2020.
Si è laureata campionessa continentale agli europei di Varsavia 2017 nella gara a squadre.
Ha rappresentato la Francia ai Giochi olimpici estivi di Tokyo 2020, dove ha vinto la medaglia d'argento nei 52 kg, perdendo in finale contro la giapponese Uta Abe.

## Palmarès
- Giochi olimpici

Tokyo 2021: oro nella gara a squadre, argento nei 52kg.
Parigi 2024: oro nella gara a squadre, bronzo nei 52kg.
- Mondiali

Čeljabinsk 2014: bronzo nei 48 kg.
Baku 2018: bronzo nei 52 kg.
Tashkent 2022: bronzo nei 52 kg.
Doha 2023: bronzo nei 52 kg.
- Giochi europei

Minsk 2019: bronzo nei 52 kg e nella gara a squadre.
- Europei

Montpellier 2014: argento nei 48 kg.
Varsavia 2017: oro nella gara a squadre.
- Campionati mondiali juniores

Fort Lauderdale 2014: oro nei 52 kg.
- Campionati mondiali cadetti

Kiev 2011: bronzo nei 48 kg.
- Campionati europei cadetti

Cottonera 2011: argento nei 48 kg.

### Vittorie nel circuito IJF
| Data             | Località  | Paese               | Categoria    |
| ---------------- | --------- | ------------------- | ------------ |
| 22 novembre 2013 | Abu Dhabi | Emirati Arabi Uniti | Gran Prix    |
| 17 novembre 2014 | Jeju      | Corea del Sud       | Gran Prix    |
| 31 marzo 2017    | Tbilisi   | Georgia             | Gran Prix    |
| 30 marzo 2018    | Tbilisi   | Georgia             | Gran Prix    |
| 08 marzo 2019    | Marrakech | Marocco             | Gran Prix    |
| 10 maggio 2019   | Baku      | Azerbaigian         | Gran Slam    |
| 22 novembre 2019 | Osaka     | Giappone            | Gran Slam    |
| 23 ottobre 2020  | Budapest  | Ungheria            | Gran Slam    |
| 11 gennaio 2021  | Doha      | Qatar               | World Master |
| 26 novembre 2021 | Abu Dhabi | Emirati Arabi Uniti | Gran Slam    |
| 05 febbraio 2022 | Parigi    | Francia             | Gran Slam    |
| 31 marzo 2023    | Adalia    | Turchia             | Gran Slam    |